# StemCare
StemCare A/S er Nordens eneste private stamcellebank, hvor man kan få opbevaret stamceller opsamlet fra navlenorsblod med henblik på anvendelse ved eventuel senere opstået sygdomsbehandling til barnet selv eller søskende. 
StemCare A/S blev grundlagt i 2003 under navnet CopyGene A/S, hvor de lå i skarp konkurrence med StemCare Danmark A/S stiftet af Sten Verland og Per Mønsted i 2002. I 2007 overtog en ny investorgruppe aktiemajoriteten i CopyGene A/S efter stifter Klaus Riskær Pedersen med planer om en børsnotering. Samme år køber den nye ejerkreds konkurrenten StemCare Danmark. De to selskaber sammenlægges under et brand i 2009 og fortsætter i navnet StemCare A/S. I dag er StemCare A/S således den eneste navlesnorsstamcellebank i Danmark. 

## Cord Blood Europe (CBE)
StemCare er co- founder af brancheforeningen Cord Blood Europe, som er en sammenslutning af private stamcellebanker i Europa oprettet i år 2009. Formålet med denne sammenslutning, som har hjemme i Bruxelles, er dels lobby-arbejde og påvirkning af de politiske processer mod øget opbakning til brug af stamceller til behandling samt at udbrede bevidstheden blandt sundhedsfaglige grupper i Europa om brugen af navlesnorsstamceller. 

## StemCare arbejder for en offentlig navlesnorsstamcellebank
StemCare har i flere år arbejdet for at Danmark behøver en offentlig navlesnorsstamcellebank på lige fod med de lande vi normalt sammenligner os med. En offentlig stamcellebank bygger på princippet om at alle fødende gravide informeres fra offentlig instans om stamcellers værdi og dermed behov for aktiv stillingtagen hos vordende forældre. Per 2013 er det eksempelvis lovpligtigt i i USA i 27 starter at informere gravide om stamceller. Stamceller der doneres til offentlige banker er dermed tilgængelig til behandling af andre end barnet selv og dermed frigives til offentlig brug. Per 2013 anvendes stamceller standardmæssigt til behandling af leukæmi på Rigshospitalet i København. Portioner købes dermed i udenlandske registre, da der ikke endnu findes en offentlig bank baseret på danske vævstyper og gen materiale. Dermed kan en mulig søgning af portioner til behandling vanskeliggøres.
 

## StemCare – en international organisation
Fra 2009 har Stemcare udvidet sine operationer til også at omfatte markeder udenfor Skandinavien. Samarbejdet bygger på den internationale anerkendelse Danmark besidder i form af høje standarder indenfor bl.a sundhed, pharma og biotek, der kommer til udtryk i en stor international tillid. Med indgangen til 2014 modtager StemCare A/S stamcelle portioner fra i alt 4 lande; Rumænien, Serbien, Tyrkiet, Azerbaijan. I disse lande samarbejder StemCare med lokale partnere og dermed under et andet brand name end på de skandinaviske markeder.

## Fra dansk til nordisk stamcellebank
I 2013 udvidede StemCare sit hjemmemarked marked til Sverige. Tidligere havde hver af de to stamcellebanker haft aktiviteter i både Sverige og Norge, men grundet implementeringen af ny lovgivning på området skulle der være nye tilladelser gældende. Disse er nu formelt set behandlet og godkendt af ansvarlige myndigheder. I dag opererer StemCare indledningsvist i Skåne regionen. Udvidelsen til Sverige er et led i en strategi om at ekspandere til at være førende privat stamcelle bank i hele Norden. 

## StemCare Forskning
I 2011 fik StemCare 2 bevillinger af Strategisk Forskningsråd til forskning af opformering af de såkaldte mesenkymale stamceller fra navlesnorsblod. Bevillingen blev modtaget i samarbejde med GTS firmaet Bioneer A/S.
Ydermere fik Stemcare i 2011 en stor eftertragtet EU-bevilling til forskning af opformering af de hæmatopoietiske stamceller fra navlesnorsblod. Bevillingen blev modtaget i samarbejde med Bioneer A/S og det hollandske biotekfirma Vabrema.
Lovgivning på området
StemCare er som stamcellebank underlagt Vævsloven som reguleres af Sundhedsstyrelsen. Vævsloven udspringer af den i 2007 EU implementeret Cell and Tissue Directive. StemCare har en fuld vævscentertilladelse efter vellykket inspektion i 2012 og bliver som hovedregel inspiceret hvert andet år.